# Jelenia Wyspa
Jelenia Wyspa – ścieżka przyrodniczo-dydaktyczna wyznaczona na terenie rezerwatu przyrody Bagna nad Stążką w południowo-wschodniej części Tucholskiego Parku Krajobrazowego nad rzeką Stążką, ok. 8 km od Tucholi. Długość ścieżki wynosi 3,5 km. Wzdłuż niej wyznaczonych zostało 10 zaopatrzonych w tablice informacyjne przystanków. Jej pokonanie zajmuje około jednej godziny. 

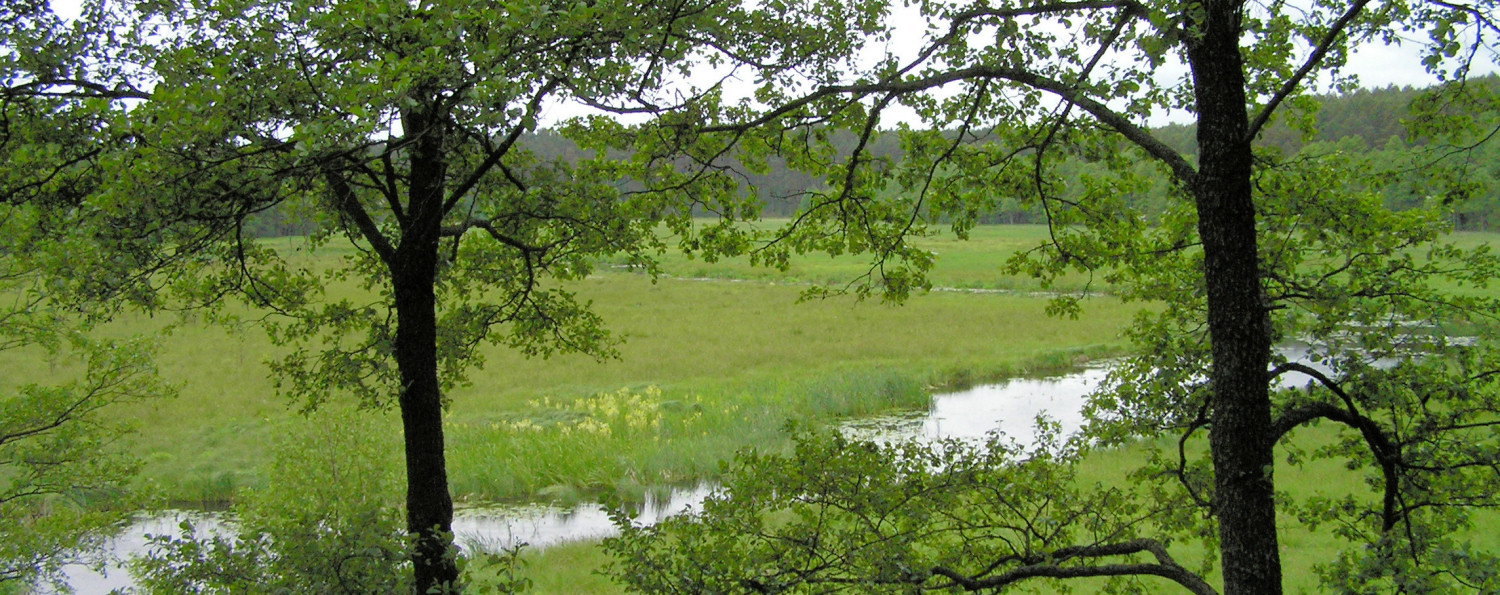
Widok na rzekę Stążkę z wieży widokowej na ścieżce Jelenia Wyspa

Ścieżka rozpoczynająca i kończąca się nieopodal siedziby Nadleśnictwa Tuchola w Gołąbku biegnie w ten sposób, aby przedstawić zwiedzającym charakterystyczne dla Borów Tucholskich zbiorowiska roślinne. Są to m.in.: bory sosnowe z domieszką brzozy i świerka, zbiorowiska olsów i łęgów, a także stanowiska odnawiania lasów.
Do najbardziej interesujących fragmentów ścieżki należą torfowiska oraz zbiorowiska bagienne i wodne rzeki Stążki (jednej z najczystszych rzek Borów Tucholskich). Zaobserwować tam można m.in. torfowisko wysokie i przejściowe z charakterystycznymi roślinami: bagnem zwyczajnym, rosiczką okrągłolistną, turzycą nitkowatą, żurawiną błotną czy wełnianką pochwowatą, a także torfowisko niskie z turzycowymi murawami, chronionymi storczykami i rzadkim oczeretem Tabernemontana.
Część przystanków ma na celu pogłębienie wiedzy o dokarmianiu leśnych zwierząt oraz o zwalczaniu szkodników drzew.
Przebieg ścieżki
1. Rzeka Stążka
2. Naturalne odnowienie lasu
3. Torfowisko
4. Ptasia remiza
5. Bagna nad Stążką
6. Paśniki dla zwierzyny leśnej
7. Las naturalny
8. Ochrona lasu przed owadami
9. Drzewa doborowe
10. Mrowiska

Plan ścieżki "Jelenia Wyspa"

W pobliżu ścieżki przyrodniczo-dydaktycznej "Jelenia Wyspa" swój przebieg mają szlaki turystyczne:
- piesze:
  -  szlak Brdy (turystyki pieszej PTTK): Konarzyny - Bydgoszcz
  -  szlak dr Karasiewicza (lokalny): Tuchola - Woziwoda
- rowerowe
  -  szlak Gołąbkowy (lokalny): Cekcyn - Woziwoda - Cekcyn
  - szlak GreenWay - Naszyjnik Północy
  -  : Bydgoszcz - Chojnice